# 滨河马丁
滨河马丁，是西班牙阿拉贡自治区特鲁埃尔省的一个市镇。总面积55平方公里，总人口476人（2001年），人口密度9人/平方公里。